# Zeuxippus
Zeuxippus este un gen de păianjeni din familia Salticidae.
Cladograma conform Catalogue of Life:
| Zeuxippus | \| \| Zeuxippus atellanus \| \| \| \| \| \| Zeuxippus histrio \| \| \| \| \| \| Zeuxippus pallidus \| \| \| \| \| \| Zeuxippus yunnanensis \| \| \| \| |
|           | \| \| Zeuxippus atellanus \| \| \| \| \| \| Zeuxippus histrio \| \| \| \| \| \| Zeuxippus pallidus \| \| \| \| \| \| Zeuxippus yunnanensis \| \| \| \| |
|           | Zeuxippus atellanus |
|           | |
|           | Zeuxippus histrio |
|           | |
|           | Zeuxippus pallidus |
|           | |
|           | Zeuxippus yunnanensis |
|           | |